# Französisch-Westafrika

Lage der Nachfolgestaaten Französisch-Westafrikas, in violett, innerhalb Afrikas

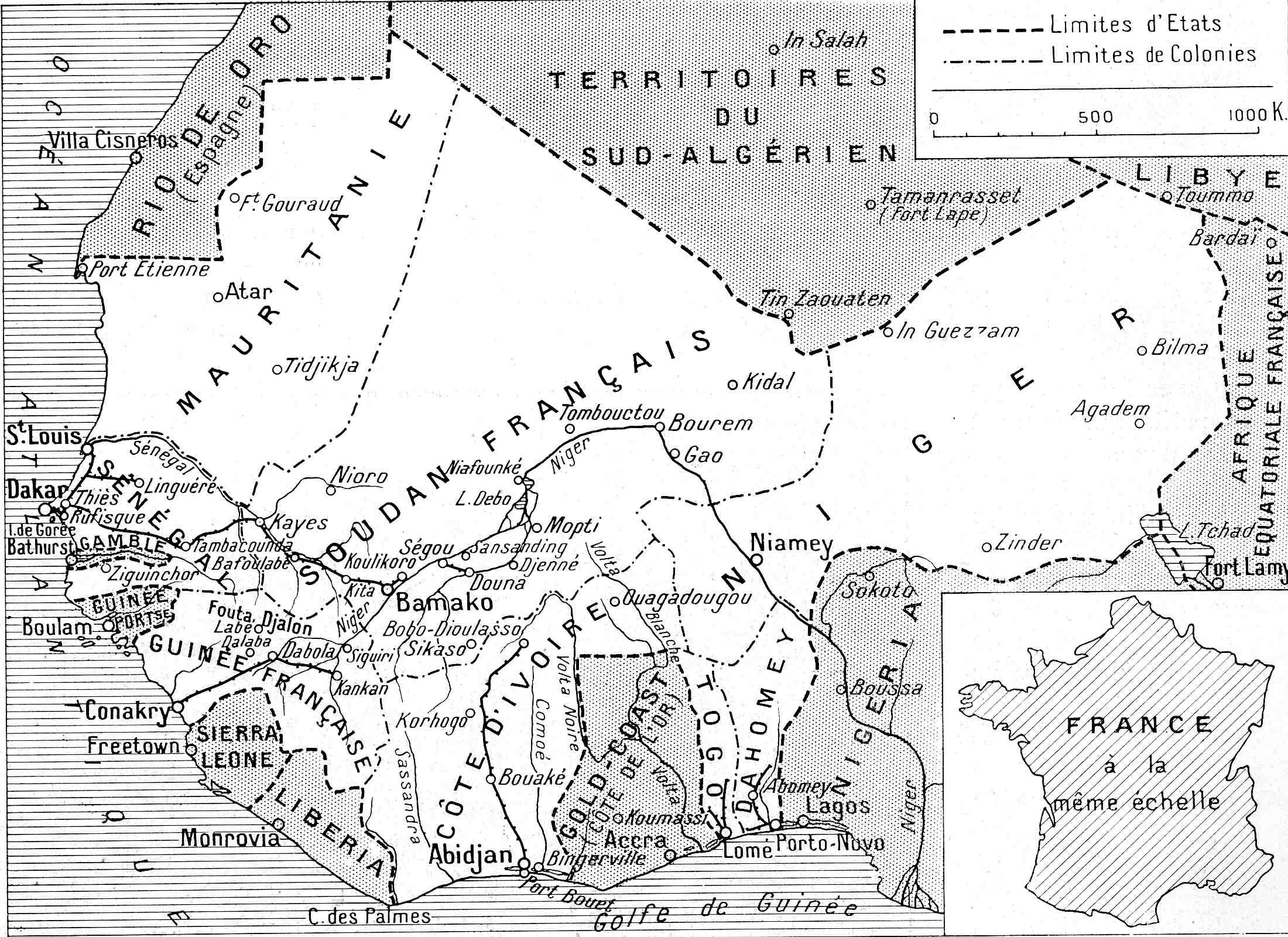
Die acht Kolonien, die um 1936 Französisch-Westafrika bildeten (mit von den späteren Staatsgrenzen abweichenden damaligen Provinzgrenzen)

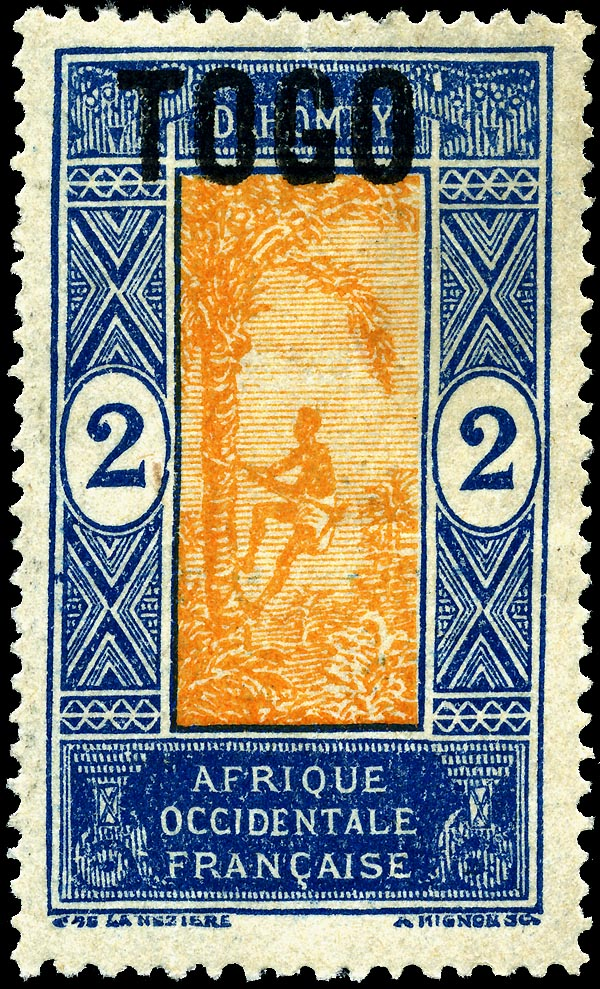
Briefmarke Französisch-Westafrikas, 1921

Französisch-Westafrika (französisch Afrique-Occidentale française, AOF) war von 1895 bis 1958 die Bezeichnung für die Föderation der französischen Kolonien in Westafrika. Zu Französisch-Westafrika gehörten bis zu neun Territorien: Obersenegal und Niger, Senegal, Mauretanien, Französisch-Sudan (heute Mali), Guinea, Dahomey (heute Benin), Obervolta (heute Burkina Faso) sowie die Elfenbeinküste.

## Verwaltungsgliederung
Die Föderation hatte im Jahr 1956 eine Größe von etwa 4,7 Millionen km² und etwa 18,8 Millionen Einwohner. Ihre Verwaltungsstruktur bestand am Ende aus folgenden Gebietseinheiten:
| Gebiet                 | heutiger Staat | Fläche (km²) | Einwohner (1956) | Hauptstadt  |
| ---------------------- | -------------- | ------------ | ---------------- | ----------- |
| Dahomey                | Benin          | 0.115.700    | 01.614.000       | Porto-Novo  |
| Côte d'Ivoire          | Elfenbeinküste | 0.336.200    | 02.481.000       | Abidjan     |
| Guinée français        | Guinea         | 0.280.900    | 02.505.000       | Conakry     |
| Mauritanie             | Mauretanien    | 0.943.000    | 00.615.000       | Saint-Louis |
| Niger                  | Niger          | 1.279.000    | 02.334.000       | Niamey      |
| Haute-Volta            | Burkina Faso   | 0.315.700    | 03.324.000       | Ouagadougou |
| Sénégal                | Senegal        | 0.209.970    | 02.220.000       | Saint-Louis |
| Soudan français        | Mali           | 1.195.000    | 03.642.000       | Bamako      |
| Französisch-Westafrika |                | 4.675.470    | 18.735.000       | Dakar       |

## Geschichte
Auf dem Gebiet von Obersenegal/Niger wurde 1911 der Militärdistrikt Niger gebildet und 1919 die Kolonie Obervolta (heute Burkina Faso). Das übrige Territorium kam 1920 zu Französisch-Sudan. Bis 1902 war Saint-Louis Hauptstadt Französisch-Westafrikas, wurde dann aber von Dakar abgelöst. Oberster Verwalter war ein Generalgouverneur. 1946 wurde Französisch-Westafrika eine autonome Föderation innerhalb der Union française. 1958 wurden die Kolonien zu autonomen Republiken innerhalb der Communauté française – mit Ausnahme Guineas, das sich für die Unabhängigkeit entschied. Zum Zeitpunkt ihrer Gründung hatte die Föderation etwa 10 Millionen Einwohner und bei ihrer Auflösung 25 Millionen.
1910 gründete Frankreich Französisch-Äquatorialafrika (Afrique-Équatoriale française); dessen Organisation ähnelte der der AOF.
Nach der Landung der Alliierten in Nordafrika im November 1942 schlossen sich die Truppen in Französisch-Westafrika den freifranzösischen Streitkräften unter Charles de Gaulle an.

## Sonstiges
Bis nach dem Zweiten Weltkrieg wurden fast keine Afrikaner dieser Kolonien französische Staatsbürger. Sie galten als Untertanen („Sujets“) Frankreichs und hatten kaum Rechte vor Gericht, auf Eigentum, auf Reisefreiheit, zum Widersprechen, zum Wählen usw. Die vier Kommunen von Senegal waren die Ausnahme.
Eines der Kriegsziele Frankreichs im Ersten Weltkrieg (man schloss Vereinbarungen mit den Alliierten über den Nahen und Mittleren Osten und Westafrika) war, ein geschlossenes Französisch-Westafrika, das heißt ohne deutsche oder britische Enklaven, zu erreichen. Auch im Orient war Großbritannien größerer Konkurrent als das Osmanische Reich, der eigentliche Kriegsgegner.
Frankreich unterstützte Spanien von der AOF aus im Rifkrieg (1921–1926). Im Zuge der Kriegshandlungen setzte Spanien – mit Wissen Frankreichs, Großbritanniens, Deutschlands und anderer Länder – völkerrechtswidrig Giftgas ein, namentlich Senfgas (Loste).

## Generalgouverneure Französisch-Westafrikas
1. Jean-Baptiste Chaudié (1895–1900)
2. Noël Ballay (1900–1902)
3. Ernest Roume (1902–1907)
4. William Ponty (1908–1915)
5. François Joseph Clozel (1916)
6. Joost van Vollenhoven (1917–1918)
7. Martial Merlin (1918–1923)
8. Jules Carde (1923–1930)
9. Jules Brévié (1930–1936)
10. Marcel de Coppet (1936–1938)
11. Léon Cayla (1939–1940)
12. Pierre Boisson (1940–1943)
13. Pierre Cournarie (1943–1946)
14. René Barthès (1946–1948)
15. Paul Béchard (1948–1951)
16. Bernard Cornut-Gentille (1952–1956)
17. Gaston Custin (1956–1957)